# Dolichopus sporadicus
Dolichopus sporadicus är en tvåvingeart som beskrevs av Harmston och Frank Hall Knowlton 1942. Dolichopus sporadicus ingår i släktet Dolichopus och familjen styltflugor.
Artens utbredningsområde är Utah. Inga underarter finns listade i Catalogue of Life.